# Ivittuut
Ivittuut [iˌviˈtːuːt] (nach alter Rechtschreibung Ivigtût) ist eine wüstgefallene grönländische Siedlung im Distrikt Ivittuut in der Kommuneqarfik Sermersooq.

## Lage
Ivittuut liegt am Südufer des Ilorput (Arsukfjord). Eine Straße verbindet Ivittuut mit dem 4,5 km nordöstlich liegenden Kangilinnguit. Die nächste dauerhaft bewohnte Siedlung ist das 15 km westlich liegende Arsuk.

## Geschichte

### Entdeckung des Kryoliths
Der grönländischen Bevölkerung war schon lange bekannt, dass sich in Ivittuut Kryolith fand. Sie benutzten das Mineral als Beschwerer für ihre Angeln und als Streckmittel für Schnupftabak. 1795 berichtete erstmals Heinrich Christian Friedrich Schumacher von den grönländischen Vorkommen. 1809 wurden die Vorkommen in Ivittuut von Carl Ludwig Giesecke genauer untersucht. 1823 untersuchte Jöns Jakob Berzelius den Kryolith genauer. Lange Zeit galt Kryolith allerdings als wertlos, während man hingegen früh Silber und Zinn in Ivittuut abbaute, das in geringen Mengen neben dem Kryolith vorkam.

### Erste Jahre des Abbaus in Ivittuut

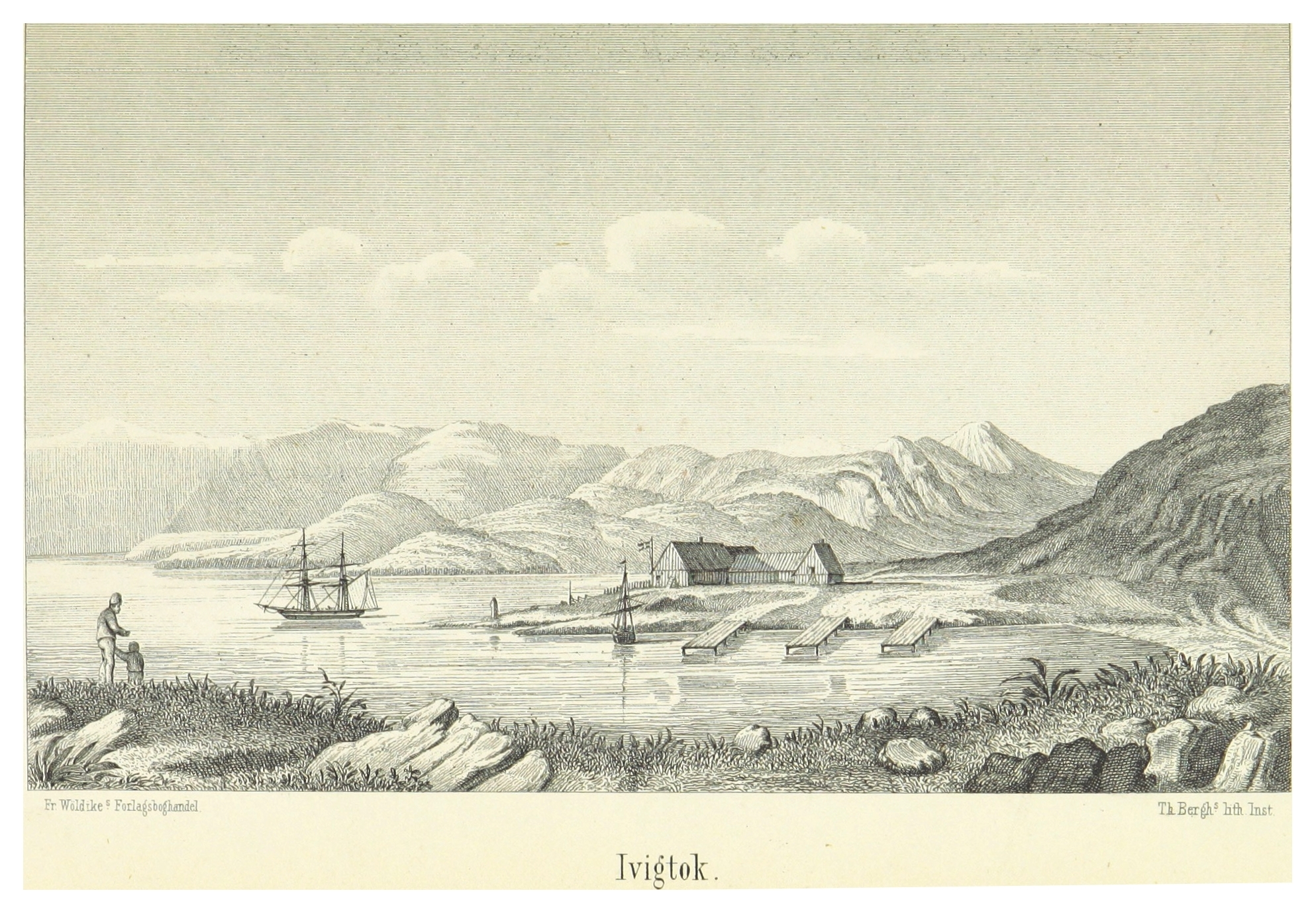
Ivittuut in einem Stich von Theodor Bergh von 1861

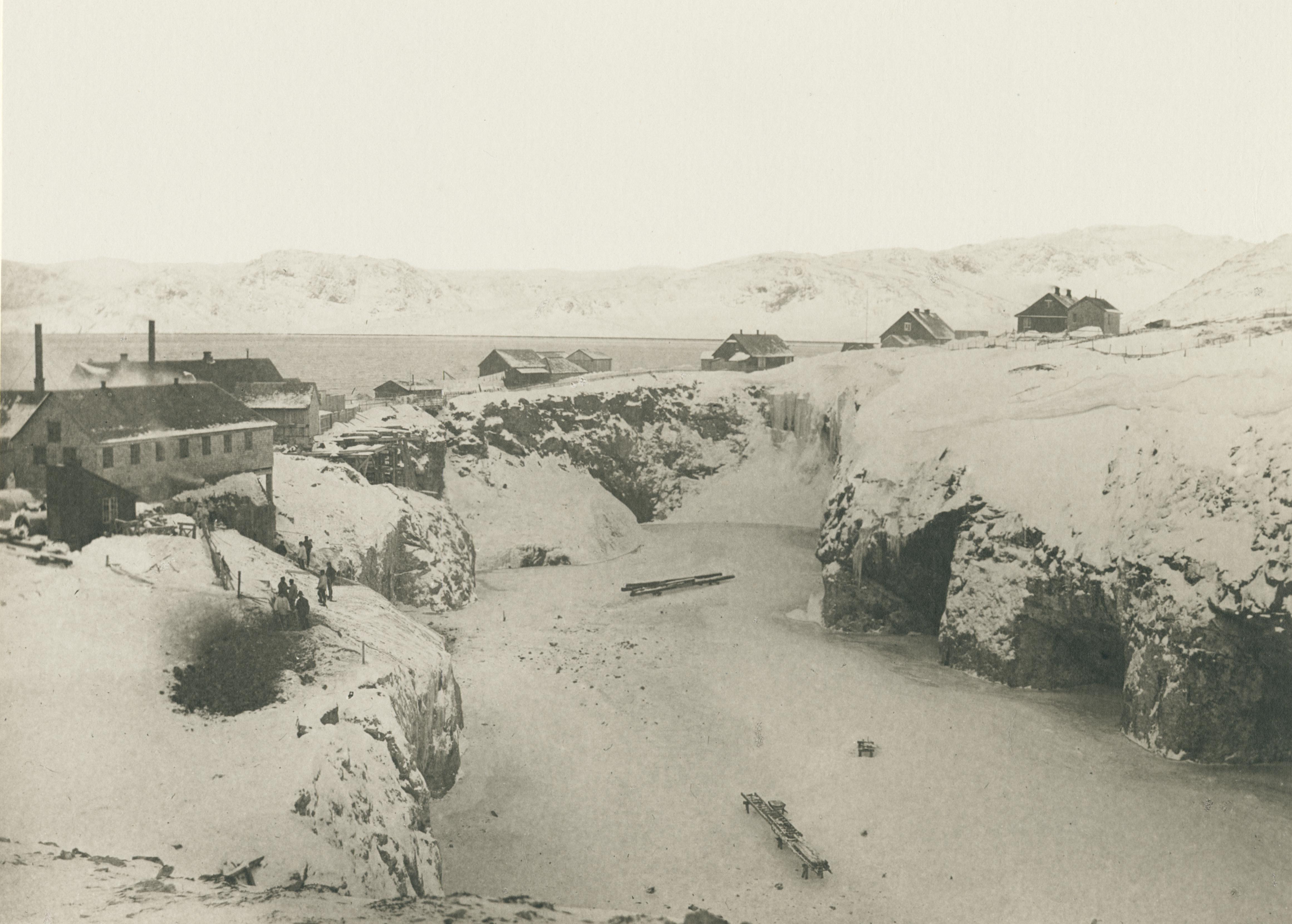
Der Tagebau von Ivittuut um 1900

Erst 1852 untersuchte der junge dänische Chemiker Julius Thomsen die Probe von Giesecke und entdeckte dabei eine Methode, um Alaune und Natriumcarbonat aus Kryolith herzustellen. 1853 erhielt er das für zehn Jahre gültige königlich dänische Patent für die Weiterverarbeitung von Kryolith. Zugleich wurde aber bestimmt, dass nur Den Kongelige Grønlandske Handel das Mineral abbauen durfte. 1850 hatte der Kaufmann Jacob Henrik Lundt, der das alleinige Recht auf Bergbau in Grönland besaß, erstmals zusammen mit dem englischen Ingenieur Joseph Walter Tayler Kryolith in Ivittuut abgebaut. Inspektor Hinrich Johannes Rink beauftragte den Udstedsverwalter von Arsuk mit dem Abbau, aber es fand sich kein Schiff, das den Kryolith nach Dänemark bringen konnte. Weil Thomsen somit jedoch nicht innerhalb eines Jahres mit der Produktion beginnen konnte, drohte das Patent zu verfallen.
Der Gaswerksverwalter Georg Howitz schloss sich mit Thomsen zusammen und bat um eine Verlängerung der Frist. 1854 konnte erstmals Kryolith nach Dänemark gebracht werden, aber wegen Logistikproblemen gelangte im Folgejahr kein weiterer Kryolith nach Dänemark. Im Januar 1856 baten Thomsen und Howitz somit darum, dass sie notfalls bei deutlich höheren Kosten und Abgaben selbst den Kryolith abbauen und heimbringen dürften. Dies war nur durch die Finanzierung des Geschäftsmanns Carl Frederik Tietgen möglich. Die Regierung erhöhte den Druck auf den Handel und schlug vor, dass Thomsen, Howitz und Tietgen sich selbst mit dem Inspektor einigen sollten. Schließlich gelang es Tietgen, den Abtransport des Kryoliths selbst zu übernehmen, und noch im selben Jahr wurde eine erste Ladung von 103 Tonnen Kryolith mit dem Schiff nach Dänemark gebracht.
Lundt und Tayler beobachteten dies mit Sorge, da sie der Meinung waren, dass alles, was nicht Kryolith war, nicht von Thomsen und Co angerührt werden dürfte, was unvermeidlich war. 1856 erhielten Thomsen und Howitz das Recht auf zwei Jahre weiteren Abbau, das 1858 bis 1863 verlängert wurde. 1859 begann man mit der Verarbeitung des bereits abgebauten Kryoliths in Kopenhagen in der Fabrik Øresund. Weil Lundt und Tayler sowie die beiden Brüder Regnar Westenholz und Anders Peder Westenholz weiterhin auf ihrem Recht in Ivittuut bestanden und dies auch von der Regierung genehmigt wurde, war der wirtschaftliche Ertrag anfangs gering. 1864 wurde die Aktiengesellschaft Kryolith-Mine- og Handelsselskabet gegründet. Die von Thomsen und Howitz gegründete Fabrik Øresund wurde von Vilhelm Jørgensen und Gustav Adolph Hagemann übernommen. Die dänische Regierung genehmigte den Abbau des Kryoliths unter der Aktiengesellschaft bis 1884. Anschließend wurde die Genehmigung bis 1904 verlängert.
1894 hörte man auf, Natriumcarbonat aus Kryolith herzustellen, da man billigere Methoden entdeckt hatte. Allerdings konnte Kryolith auch für Emaillierungen von Kochtöpfen und Kochkesseln sowie für die Herstellung von Milchglas genutzt werden. Zudem hatte man ebenfalls entdeckt, wie man Aluminium aus Kryolith herstellen konnte. In den 1890er Jahren verließen über 100 Schiffe jährlich Ivittuut, um den Kryolith nach Dänemark und in die Vereinigten Staaten nach Natrona (Pennsylvania) zu exportieren. 1904 wurde die Abbaugenehmigung bis 1924 verlängert und 1914 vorzeitig bis 1940. Das Bergwerk war ein Tagebau, der 180 m lang, 28 bis 65 m breit und 50 m tief war.

### 20. Jahrhundert

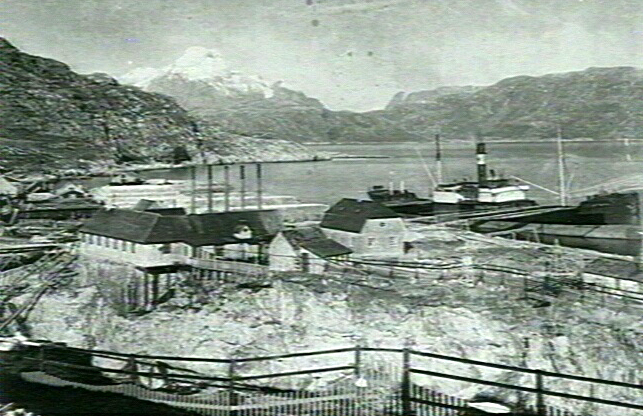
Ivittuut (1903)

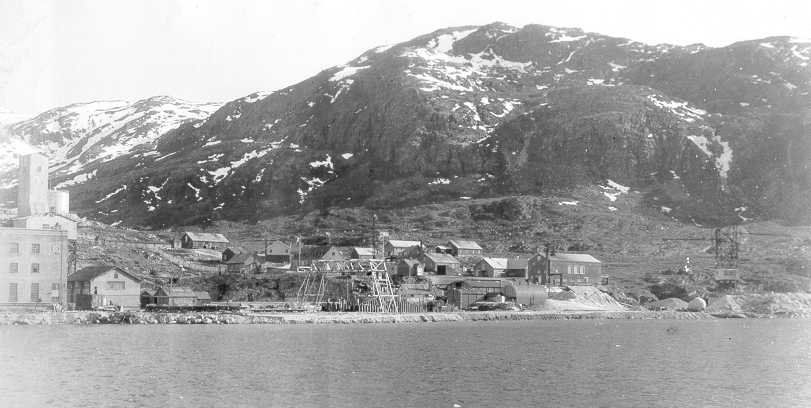
Die Kryolithmine in Ivittuut im Sommer 1940

Ab 1911 gehörte Ivittuut zur Gemeinde Arsuk. Die Anwesenheit der Dänen in Ivittuut und ihre Zusammenkünfte mit den Bewohnern von Arsuk führten zu Syphilisausbrüchen in Arsuk, die so problematisch wurden, dass Arsuk als einer der ersten Orte in Grönland ein Krankenhaus erhielt und der Ort vollkommen vom Rest des Landes abgeschottet wurde, um eine Weiterverbreitung der Krankheit zu vermeiden. Auch zwischen Arsuk und Ivittuut wurde der Verkehr stark beschränkt.
Die Bergbausiedlung Ivittuut war 1918 mit einer Länge von über 300 Metern sogar größer als einige der Kolonien. In Ivittuut lebten zu diesem Zeitpunkt nur eine fünfköpfige europäische Familie und drei Grönländer mit festem Wohnsitz. Unter ihnen war der dänische Kontrolleur und ein grönländischer Koch. Die Wohnung des Kontrolleurs stammte aus dem Jahr 1863 und maß 132 m², war ein Holzhaus mit fünf Zimmern, Küche und zwei Dachbodenkammern. Der Koch wohnte in einem 19 m² großen Holzhaus mit zwei Zimmern, Nebengebäude und Stall. Dazu kamen insgesamt 65 Gebäude für Minenarbeiter und zur Versorgung, als Lager etc. Damit glich Ivittuut schon damals einer Stadt. Neben den acht festen Bewohnern wechselte der Rest der Bevölkerung halbjährlich. Insgesamt wurde Ivittuut von rund 120 Personen im Sommer und 60 Personen im Winter bewohnt. Die Bergleute waren meist junge unausgebildete Dänen vom Land, die gerade ihren Wehrdienst geleistet hatten.
Nach dem Auslaufen der Genehmigung für die Kryolith-Mine- og Handelsselskab im Jahr 1940 übernahm die Kryolitselskabet Øresund als Zusammenschluss der alten Aktiengesellschaft und der Verarbeitungsfabrik den Abbau.
Bei der Verwaltungsreform 1950 wurde Ivittuut eine eigene Gemeinde, die mit Abstand kleinste des Landes. Anfang der 1960er Jahre neigten sich die Vorräte in der Mine dem Ende, aber es wurde noch jahrelang bereits abgebautes und in Ivittuut gelagertes Kryolith exportiert. Während in den 1950er Jahren noch rund 140 Personen in Ivittuut beschäftigt waren und es insgesamt 1955 166 Einwohner gab, fiel die Zahl in den 1960er Jahren. 1965 gab es nur noch 46 Angestellte, darunter 35 Dänen, und insgesamt 71 Einwohner. 1987 wurde Ivittuut geschlossen, da die Erzvorräte erschöpft waren und Kryolith mittlerweile synthetisch hergestellt werden konnte. 3,5 Millionen Tonnen (etwa 1,2 Millionen m³) Kryolith waren in den 122 Jahren abgebaut worden, wobei allein 1943 80.000 Tonnen Erz gewonnen werden konnten.
Im Kryolitherz fand man auch Spuren von Siderit, Galenit, Silber, Sphalerit, Chalkopyrit, Quarz, Topas und Fluorit. Ivittuut ist zudem Erstfundpunkt von bspw. Bøggildit, Bøgvadit, Jarlit, Kryolithionit und Weberit.
2009 wurde das Gebiet der Gemeinde Ivittuut, in der nur noch Kangilinnguit bewohnt war, in die neue Kommuneqarfik Sermersooq eingegliedert.

## Liste der Kolonialangestellten bis 1921
In Ivittuut waren bis 1921 folgende Kontrolleure mit der Leitung des Bergbaus beauftragt.
- 1864–1865: Jonathan Mathiesen
- 1865–1871: Harald Saxtorph
- 1871–1873: Jonathan Mathiesen
- 1873–1876: Morten Smith Schønheyder
- 1876–1878: Thorvald Vilhelm Christian Nørregaard
- 1878–1882: Ulrik Frederik Rosing
- 1882–1883: Balduin Fernando Sørensen (interim)
- 1883–1884: Ulrik Frederik Rosing
- 1884–1886: Oscar Peter Cornelius Kock
- 1886–1892: Valdemar Møller
- 1892–1898: Carl Emil Basse
- 1898–1899: John Christian Gustav Baumann
- 1899–1902: Oluf Hastrup
- 1902–1903: Jacob Johan Jantzen
- 1903–1914: Axel Carl Emil Petersen
- 1914–1915: Poul Hermann Ibsen (interim)
- ab 1915:00. Axel Carl Emil Petersen